# Association des États de la Caraïbe
Pour les articles homonymes, voir AEC.
L'Association des États de la Caraïbe (AEC ; (en espagnol : Asociación de Estados del Caribe), AEC ; en anglais : Association of Caribbean States, ACS) est une organisation internationale ayant pour but de promouvoir la consultation, la coopération et l'action concertée entre tous les pays de la Caraïbe. Les travaux de l'organisation sont axés sur la réduction des risques de catastrophe, le tourisme durable, le commerce, les transports et les relations économiques extérieures et la protection de la mer des Caraïbes.

## Histoire
L'Association des États de la Caraïbe est créée le 24 juillet 1994 lors de la signature de la convention constitutive à Carthagène en Colombie.
Le 12 décembre 2001, les chefs d’État et/ou de gouvernement des pays de l'AEC, réunis sur l'île de Margarita, au Venezuela adoptent la déclaration de Margarita, dans le but de renforcer la coopération entre les États de la « Grande Caraïbe » et de « renforcer l’AEC en tant qu’organisme de consultation, de concertation et de coopération ». Pour « consolider une identité caribéenne propre », et « reconnaissant la mer des Caraïbes comme patrimoine commun de la région, et comme un actif inestimable », ils se sont engagés « à convertir la région de la Grande Caraïbe en zone de coopération », qui « consistera tout d’abord en des actions conjointes dans les domaines établis comme priorités par l’AEC, à savoir le commerce, le tourisme durable, les transports et les catastrophes naturelles ».
Cette volonté d'unification de peuples et de nations qui occupent cette région géographique n'est pas nouvelle, elle continue le processus développé par la République fédérale d'Amérique centrale, en 1823, la Confédération grenadine, en 1858, celui de la fédération des Indes occidentales dès 1958.
En juin 2016, lors du 7e sommet de l'AEC, l'île de Saint-Martin devient membre associé de l'AEC.
En janvier 2019, l'AEC soutient le projet Carib-Coast qui vise à lutter contre les risques côtiers et leurs conséquences.

## Fonctions
Les objectifs de l'AEC sont précisés dans la convention à l'article 3 et basés sur les aspects suivants :
- renforcement et développement des processus régionaux de coopération et d'intégration, afin de créer un espace économique, culturel, social, scientifique et technologique élargi dans la région ;
- préservation de l'intégrité environnementale de la mer des Caraïbes ;
- promouvoir le développement durable dans la Grande Caraïbe pour concilier développement économique et respect de l'environnement.

L'Association est un organisme de consultation, de concertation et de coopération, et n'a donc aucun pouvoir coercitif.

## Organisation
Les principaux organes de l'Association sont le Conseil des ministres, qui est le principal organe de formulation de politiques et d'orientation de l'Association, et le secrétariat.
Il existe cinq comités spéciaux sur :
- le développement du commerce et les relations économiques extérieures ;
- le tourisme durable ;
- les transports ;
- les catastrophes naturelles (fréquentes dans la zone, et jugées prioritaires car souvent dévastatrices : les inondations et les tremblements de terre, les cyclones ou tempêtes tropicales touchant toute la zone, mais aussi les houles de tempête affectant les zones côtières les plus peuplées, les glissements de terrain dans les zones montagneuses, les incendies de forêt et les autres risques liés à la déforestation, et dans une moindre mesure la sécheresse, le risque épidémiologique, les risques liés au volcanisme, les tsunamis, les tornades, et les épizooties ou pestes agricoles) ;
- le budget et l’administration.

Par ailleurs, un conseil des représentants nationaux du fonds spécial est chargé du suivi des efforts de mobilisation de ressources et du développement des projets.

### Sommets
Depuis 1995, l'AEC se réunit pour des sommets rassemblant tous les chefs d'État et/ou de gouvernement des pays et territoires de l'AEC :
|     | Date                  | Lieu                                    |
| --- | --------------------- | --------------------------------------- |
|     | 27 juillet 1994       | Carthagène (Colombie)                   |
| 1er | 17 - 18 août 1995     | Port d'Espagne (Trinité-et-Tobago)      |
| 2e  | 16 - 17 avril 1999    | Saint Domingue (République dominicaine) |
| 3e  | 11 - 12 décembre 2001 | Île de Margarita (Venezuela)            |
| 4e  | 29 juillet 2005       | Panama (Panama)                         |
| 5e  | 26 avril 2013         | Pétionville (Haïti)                     |
| 6e  | 28 - 30 avril 2014    | Mérida (Mexique)                        |
| 7e  | 4 juin 2016           | La Havane (Cuba)                        |
| 8e  | 29 mars 2019          | Managua (Nicaragua)                     |

## Membres
L’AEC compte 25 États membres :
| - Antigua-et-Barbuda - Bahamas - Barbade - Belize - Colombie | - Costa Rica - Cuba - Dominique - République dominicaine - Salvador | - Grenade - Guatemala - Guyana - Haïti - Honduras | - Jamaïque - Mexique - Nicaragua - Panama - Saint-Christophe-et-Niévès | - Sainte-Lucie - Saint-Vincent-et-les-Grenadines - Suriname - Trinité-et-Tobago - Venezuela |

Et 10 membres associés en tant que territoires non indépendants :
- Aruba, État autonome des Pays-Bas
- Curaçao, État autonome des Pays-Bas
- France, pour représenter les collectivités d’outre-mer de Saint-Martin et Saint-Barthélémy, ainsi que la collectivité territoriale unique de Guyane
- les régions et départements français de Guadeloupe et Martinique sont membres associés depuis 2014[8]
- Pays-Bas, pour représenter Bonaire, Saba et Saint-Eustache, communes issues des Antilles néerlandaises
- Saint-Martin, État autonome des Pays-Bas
- Îles Turques-et-Caïques, territoire d’outre-mer du Royaume-Uni
- Îles Vierges britanniques, territoire d’outre-mer du Royaume-Uni

## Observateurs fondateurs
La Communauté caribéenne (CARICOM), Système économique latino-américain (SELA), Système d'intégration centraméricain (SICA), Secrétariat permanent de l'Accord général d'intégration économique de l'Amérique centrale (SEICA), Commission économique pour l'Amérique latine et les Caraïbes (CEPALC), Organisation du tourisme des Caraïbes (OTC).

## Autres pays et organisations non-membres
D’autres territoires non-indépendants de la Caraïbe sont éligibles à adhérer en tant que membres associés :
- Les autres territoires d’outre-mer britanniques dans la Caraïbe : Anguilla, les Bermudes, les Îles Caïmans, Montserrat ; ces derniers (à l’exception des Bermudes) adhèrent seulement à l’Organisation des États de la Caraïbe orientale (OECO) qui compte aussi des pays indépendants des petites Antilles également membres de l’AEC.
- Les territoires non incorporés organisés des États-Unis dans la Caraïbe : Porto Rico, les îles Vierges américaines.

D’autres pays, territoires ou organisations peuvent également devenir observateurs de l'AEC s’ils en font la demande et s’ils sont acceptés.
Les pays et organisations suivants sont observateurs:
| - Arabie saoudite - Argentine - Biélorussie - Bolivie - Brésil - Canada | - Chili - Corée du Sud - Égypte - Équateur - Espagne | - Émirats arabes unis - Finlande - Inde - Italie - Japon | - Kazakhstan - Maroc - Pérou - Pays-Bas - Palestine | - Royaume-Uni - Russie - Serbie - Slovénie - Turquie | - Ukraine - Uruguay |

- l'Alliance Bolivarienne pour les peuples de Notre Amérique - Traité de commerce des Peuples (ALBA - TCP), la Banque centraméricaine d'intégration économique (BCIE), le Groupe des 77 (G77), l'Organisation de coopération et de développement économiques (OCDE), l'Organisation internationale pour les migrations (OIM), l'Union européenne (UE).

L’OECO n'est pas actuellement observatrice (en tant qu’organisation), ni la France, ni les États-Unis, bien qu’ils englobent des territoires dans la région, parfois même non éligibles à l’adhésion en tant que membres associés (cas de certains territoires américains non organisés qui ne pourraient être représentés que par les États-Unis).